# Grand Prix moto du Japon 1996
Le Grand Prix moto du Japon 1996 est la troisième manche du championnat du monde de vitesse moto 1996. L'épreuve s'est déroulée du 19 au 21 avril 1996 sur le circuit de Suzuka.
C'est la seizième édition du Grand Prix moto du Japon.

## Classement catégorie500cm3
| Pos | Pilote              | Constructeur  | Temps/Écart     | Points |
| --- | ------------------- | ------------- | --------------- | ------ |
| 1   | Norifumi Abe        | Yamaha        | 45 min 34 s 590 | 25     |
| 2   | Alex Criville       | Honda         | + 6 s 496       | 20     |
| 3   | Scott Russell       | Suzuki        | + 7 s 140       | 16     |
| 4   | Tadayuki Okada      | Honda         | + 11 s 724      | 13     |
| 5   | Daryl Beattie       | Suzuki        | + 13 s 670      | 11     |
| 6   | Mick Doohan         | Honda         | + 19 s 858      | 10     |
| 7   | Doriano Romboni     | Aprilia       | + 22 s 334      | 9      |
| 8   | Jean-Michel Bayle   | Yamaha        | + 34 s 456      | 8      |
| 9   | Alberto Puig        | Honda         | + 38 s 230      | 7      |
| 10  | Carlos Checa        | Honda         | + 41 s 488      | 6      |
| 11  | Shinichi Itoh       | Honda         | + 43 s 146      | 5      |
| 12  | Kenny Roberts Jr    | Yamaha        | +1 min 01 s 450 | 4      |
| 13  | Jeremy McWilliams   | ROC Yamaha    | +1 min 38 s 718 | 3      |
| 14  | Toshiyuki Arakaki   | Yamaha        | +1 min 38 s 802 | 2      |
| 15  | James Haydon        | ROC Yamaha    | +1 min 51 s 385 | 1      |
| 16  | Eugene McManus      | Yamaha        | +1 min 51 s 732 |        |
| 17  | Sean Emmett         | Harris Yamaha | +1 min 52 s 087 |        |
| 18  | Juan Borja          | Elf           | +1 tour         |        |
| ab. | Katsuaki Fujiwara   | Suzuki        | abandon         |        |
| ab. | Frédéric Protat     | ROC Yamaha    | abandon         |        |
| ab. | Luca Cadalora       | Honda         | abandon         |        |
| ab. | Laurent Naveau      | ROC Yamaha    | abandon         |        |
| ab. | Jean-Pierre Jeandat | Paton         | abandon         |        |
| ab. | Takuma Aoki         | Honda         | abandon         |        |
| ab. | Adrien Bosshard     | Elf 500       | abandon         |        |
| ab. | Lucio Pedercini     | ROC Yamaha    | abandon         |        |
| ab. | Loris Capirossi     | Yamaha        | abandon         |        |
| ab. | Alex Barros         | Honda         | abandon         |        |

## Classement catégorie250cm3
| Pos | Pilote               | Constructeur | Temps/Écart     | Points |
| --- | -------------------- | ------------ | --------------- | ------ |
| 1   | Max Biaggi           | Aprilia      | 41 min 36 s 486 | 25     |
| 2   | Noriyasu Numata      | Suzuki       | + 13 s 560      | 20     |
| 3   | Daijiro Kato         | Honda        | + 19 s 839      | 16     |
| 4   | Olivier Jacque       | Honda        | + 20 s 000      | 13     |
| 5   | Tohru Ukawa          | Honda        | + 20 s 446      | 11     |
| 6   | Nobuatsu Aoki        | Honda        | + 24 s 751      | 10     |
| 7   | Kensuke Haga         | Yamaha       | + 33 s 656      | 9      |
| 8   | Ralf Waldmann        | Honda        | + 38 s 644      | 8      |
| 9   | Luis d'Antin         | Honda        | + 44 s 416      | 7      |
| 10  | Jean-Philippe Ruggia | Honda        | + 44 s 542      | 6      |
| 11  | Takeshi Tsujimura    | Honda        | +1 min 01 s 951 | 5      |
| 12  | Jürgen Fuchs         | Honda        | +1 min 02 s 092 | 4      |
| 13  | Osamu Miyazaki       | Aprilia      | +1 min 02 s 484 | 3      |
| 14  | Regis Laconi         | Honda        | +1 min 02 s 778 | 2      |
| 15  | Yasumasa Hatakeyama  | Honda        | +1 min 02 s 907 | 1      |
| 16  | Sebastian Porto      | Aprilia      | +1 min 03 s 014 |        |
| 17  | Kyoji Nanba          | Yamaha       | +1 min 06 s 271 |        |
| 18  | Roberto Locatelli    | Aprilia      | +1 min 14 s 852 |        |
| 19  | Eskil Suter          | Aprilia      | +1 min 15 s 376 |        |
| 20  | Sete Gibernau        | Honda        | +1 min 22 s 370 |        |
| 21  | Luca Boscoscuro      | Aprilia      | +1 min 27 s 027 |        |
| 22  | Jamie Robinson       | Aprilia      | +1 min 30 s 186 |        |
| 23  | José Luis Cardoso    | Aprilia      | +1 min 46 s 856 |        |
| 24  | Olivier Petrucciani  | Aprilia      | +1 min 47 s 046 |        |
| 25  | Cristophe Cogan      | Honda        | +1 tour         |        |
| ab. | Massimo Ottobre      | Aprilia      | abandon         |        |
| ab. | Jurgen vd Goorbergh  | Honda        | abandon         |        |
| ab. | José Barresi         | Yamaha       | abandon         |        |
| ab. | Christian Boudinot   | Aprilia      | abandon         |        |
| ab. | Cristiano Migliorati | Honda        | abandon         |        |
| ab. | Tetsuya Harada       | Yamaha       | abandon         |        |
| ab. | Gianluigi Scalvini   | Honda        | abandon         |        |
| ab. | Davide Bulega        | Aprilia      | abandon         |        |

## Classement catégorie125cm3
| Pos | Pilote            | Constructeur | Temps/Écart     | Points |
| --- | ----------------- | ------------ | --------------- | ------ |
| 1   | Masaki Tokudome   | Aprilia      | 41 min 44 s 002 | 25     |
| 2   | Haruchika Aoki    | Honda        | + 1 s 232       | 20     |
| 3   | Noboru Ueda       | Honda        | + 2 s 010       | 16     |
| 4   | Tomomi Manako     | Honda        | + 8 s 126       | 13     |
| 5   | Manfred Geissler  | Aprilia      | + 15 s 420      | 11     |
| 6   | Masao Azuma       | Honda        | + 16 s 218      | 10     |
| 7   | Lucio Cecchinello | Honda        | + 16 s 744      | 9      |
| 8   | Jorge Martinez    | Aprilia      | + 24 s 449      | 8      |
| 9   | Darren Barton     | Aprilia      | + 25 s 354      | 7      |
| 10  | Shigeru Ibaraki   | Yamaha       | + 28 s 019      | 6      |
| 11  | Valentino Rossi   | Aprilia      | + 37 s 643      | 5      |
| 12  | Stefano Perugini  | Aprilia      | + 42 s 357      | 4      |
| 13  | Paolo Tessari     | Honda        | + 46 s 900      | 3      |
| 14  | Jaroslav Huleš    | Honda        | + 46 s 950      | 2      |
| 15  | Shinichi Sugaya   | Honda        | +1 min 08 s 334 | 1      |
| 16  | Josep Sarda       | Honda        | +1 min 08 s 368 |        |
| 17  | Andrea Ballerini  | Aprilia      | +1 min 24 s 224 |        |
| 18  | Stefano Cruciani  | Aprilia      | +1 min 25 s 803 |        |
| 19  | Ivan Goi          | Honda        | +1 min 26 s 722 |        |
| 20  | Frederic Petit    | Honda        | +1 min 31 s 487 |        |
| 21  | Makoto Ono        | Honda        | +1 min 34 s 816 |        |
| ab. | Akira Saito       | Honda        | abandon         |        |
| ab. | Yoshiaki Katoh    | Yamaha       | abandon         |        |
| ab. | Kazuhiro Takao    | Honda        | abandon         |        |
| ab. | Garry McCoy       | Aprilia      | abandon         |        |
| ab. | Youichi Ui        | Yamaha       | abandon         |        |
| ab. | Emilio Alzamora   | Honda        | abandon         |        |
| ab. | Dirk Raudies      | Honda        | abandon         |        |
| ab. | Kazuto Sakata     | Aprilia      | abandon         |        |
| ab. | Ken Ohashi        | Honda        | abandon         |        |
| ab. | Peter Öttl        | Aprilia      | abandon         |        |
| ab. | Gabriele Debbia   | Yamaha       | abandon         |        |